# Wingene
Wingene este o comună neerlandofonă situată în provincia Flandra de Vest, regiunea Flandra din Belgia. La 1 ianuarie 2008 avea o populație totală de 13.461 locuitori. 

## Geografie
Comuna actuală Wingene a fost formată în urma unei reorganizări teritoriale în anul 1977, prin înglobarea într-o singură entitate a 2 comune învecinate. Suprafața totală a comunei este de 68,42 km². Comuna este subdivizată în secțiuni, ce corespund aproximativ cu fostele comune de dinainte de 1977. Acestea sunt:
| - I. Wingene - III. Sint-Jan - IV. Wildenburg - II. Zwevezele - V. Hille |

Localitățile limitrofe sunt:
- Comuna Oostkamp:
  - a. Ruddervoorde
  - b. Hertsberge
- Comuna Beernem:
  - c. Beernem
- Comuna Ruiselede:
  - d. Ruiselede
- Comuna Tielt:
  - e. Schuiferskapelle
  - f. Tielt
- Comuna Pittem:
  - h. Egem
- Comuna Ardooie:
  - h. Koolskamp
- Comuna Lichtervelde:
  - i. Lichtervelde

1. ↑  Crossroad Bank of Enterprises, accesat în 28 iulie 2023